# Son Sann
Son Sann (Khmer សឺន សាន; * 5. Oktober 1911 in Phnom Penh; † 19. Dezember 2000 in Paris) war ein kambodschanischer Politiker und antikommunistischer Widerstandsführer, der als 24. Premierminister von Kambodscha (1. Mai 1967–31. Januar 1968) diente. Sein voller Ehrentitel lautete Samdech Borvor Setha Thipadei Son Sann (Khmer: សម្ដេច បវរសេដ្ឋាធិបតី សឺន សាន).
Son war zudem von 25. Juli 1947 bis 20. Februar 1948 Vizepremier- und Finanzminister, von 1955 bis 1968 der erste Präsident der kambodschanischen Nationalbank, von 10. Juli 1958 bis 19. April 1960 Außenminister. Von 1979 bis 1993 führte er die Bürgerkriegspartei Nationale Befreiungsfront des Khmer-Volkes (KPNLF). Von 1991 bis 1997 war er Vorsitzender der Buddhistischen Liberal-Demokratischen Partei (BLDP) und von 14. Juni 1993 bis 6. Oktober 1993 Präsident der Nationalversammlung.

## Frühe Lebensjahre
Son Sanns Familie gehörte der Khmer-Minderheit in der Mekongdelta-Region (Kampuchea Krom) in Vietnam an; seine beiden Eltern stammten aus Familien wohlhabender Landbesitzer in der südvietnamesischen Provinz Trà Vinh. Der Vater Son Sach zog vor der Geburt von Son Sann nach Kambodscha, um als Beamter für Sisowath Souphanouvong, einen Bruder von König Sisowath Monivong, zu dienen. Son Sann studierte in Phnom Penh und später in Paris, wo er 1933 die École des hautes études commerciales absolvierte. Er verbrachte einige Zeit in London und lernte dabei Englisch. 1935 kehrte er nach Kambodscha zurück, trat in den Staatsdienst ein und diente in den Provinzen Prey Veng und später Battambang, wo er als stellvertretender Gouverneur für den Handel zuständig war. Son Sann war 1941 auch Mitglied einer kambodschanischen Wirtschaftsmission in Tokio.

## Politische Karriere
Von 1946 bis 1947 war er Vizepräsident des Ministerrats (gleichbedeutend mit stellvertretender Premierminister) und Finanzminister der Regierung Sisowath Youtévong. Son Sann zögerte, der ersten politischen Partei Kambodschas, der Demokratischen Partei, beizutreten. Als erklärter Monarchist verdächtigte er sie zunächst republikanischer Bestrebungen. Durch die Präsenz des Prinzen Sisowath Youtévong in der Partei wurde er aber einige Monate später überzeugt, der Partei auch beizutreten, und wurde Mitglied ihres Lenkungsausschusses. Nach dem Tod von Youtévong behielt er seinen Posten als Vizepräsident des Ministerrates bis Februar 1948. Im Juni 1950 wurde er Außenminister und übte dieses Amt bis März 1951 aus. Als König Norodom Sihanouk im Juni 1952 die Regierung Huy Kanthouls von der Demokratischen Partei entließ und selbst die Regierungsführung übernahm, zog sich Son Sann aus der Führung der Partei zurück. Er war überzeugt, dass nur Sihanouk die Unabhängigkeit Kambodschas erreichen könnte und forderte seine früheren Parteikollegen auf, den König zu unterstützen. Als Mitglied der kambodschanischen Delegation nahm er 1954 an der Genfer Indochinakonferenz teil.
Nach der Unabhängigkeit Kambodschas trat Son Sann 1955 der Partei Sangkum Reastr Niyum von Norodom Sihanouk bei, der als König abdankte, um sich aktiv der Politik zu widmen. Im selben Jahr wurde Son Sann erster Präsident der neu gegründeten kambodschanischen Nationalbank, die bis 1968 leitete. In den späten 1950er bis frühen 1960er Jahren diente er zudem als Minister in verschiedenen Regierungen. Norodom Sihanouk, inzwischen wieder Staatsoberhaupt, ernannte Son Sann am 1. Mai 1967 als Nachfolger Lon Nols zum Premierminister. Er blieb neun Monate im Amt, dann wurde er von Penn Nouth abgelöst.

### Hausarrest und Frankreich
Nach dem Staatsstreich von Lon Nol im Jahr 1970 gegen Norodom Sihanouk wurde Son Sann unter Hausarrest gestellt und ging später nach Frankreich. Im Juni 1970 begab er sich nach Peking, um eine Versöhnung zwischen Sihanouk und Lon Nol anzubahnen. Er setzte diese Bemühungen auch nach der Proklamierung der Republik Khmer fort und gewann  bis Ende 1971 die Unterstützung von Politikern und Diplomaten in Kambodscha, Frankreich und China. 1972 verurteilte der chinesische Premierminister Zhou Enlai jedoch die Initiative, und Lon Nol reagierte darauf mit seiner eigenen Ernennung zum Präsidenten der Republik Khmer.

### Rückkehr nach Kambodscha
1978 gründete Son die Nationale Befreiungsfront der Khmer (kurz KPNLF), um nach der vietnamesischen Invasion Kambodschas 1979 antikommunistische Flüchtlinge an der thailändisch-kambodschanischen Grenze zu vereinen. Die KPNLF schloss sich später der Nationalen Armee Sihanouks an, um den nichtkommunistischen Widerstand zu organisieren. 1982 bildete Sons KPNLF mit Sihanouks FUNCINPEC und der Partei des Demokratischen Kampuchea der Roten Khmer die Koalitionsregierung des Demokratischen Kampuchea. Die Bildung war schwierig, weil Son Sann eine Führungsrolle in der Koalitionsregierung beanspruchte. Er wurde schließlich zum Premierminister ernannt, Sihanouk war Präsident und der Führer der Roten Khmer, Khieu Samphan, Vizepräsident und Außenminister. Die Zusammenarbeit mit den Roten Khmer rechtfertigte Sihanouk damit, keine andere Wahl gehabt zu haben, um nicht von den Vietnamesen zerstört zu werden.

### Unterstützung der Vereinigten Staaten
In den späten 1980er und frühen 1990er Jahren erhielt Son Sann militärische und finanzielle Unterstützung von den Vereinigten Staaten, die in seiner Bewegung im Sinne der Reagan-Doktrin eine Möglichkeit sahen, das sowjetische und vietnamesische Engagement in Kambodscha zurückzudrängen. Einer der Hauptarchitekten der Reagan-Doktrin, Michael Johns von der Heritage Foundation, besuchte 1987 in Kambodscha die Truppen von Son Sanns KPNLF. Er kehrte nach Washington mit der Aufforderung zurück, die Unterstützung der KPNLF und der Widerstandskräfte von Norodom Sihanouk zu intensivieren, um sie als  neben den Roten Khmer weitere oppositionelle Kraft gegen Vietnam und die von ihm installierte Regierung zu stärken. Die USA reagierten mit einer weiteren militärischen und humanitären Hilfe für die Widerstandskräfte Son Sanns und Sihanouks mit dem Ziel, die Vietnamesen aus Kambodscha herauszudrängen, aber auch um eine nichtkommunistische oppositionelle Alternative zu den Roten Khmer aufzubauen.

### Buddhistische Liberal-Demokratische Partei
Nach dem Pariser Friedensabkommen gründete Son Sann 1992 eine neue politische Partei, die Buddhistische Liberal-Demokratische Partei (BLDP), und nahm an den Wahlen von 1993 teil. Trotz des unerwartet schwachen Abschneidens mit 3,81 % der Stimmen und 10 Sitzen wurde die BLDP in die Koalitionsregierung mit der FUNCINPEC und der Kambodschanischen Volkspartei (CPP) aufgenommen. Son Sann erhielt am 14. Juni 1993 sogar die Position des Präsidenten der Nationalversammlung bis zur Verkündung der Verfassung am 6. Oktober 1993, als er das Amt seinem Nachfolger Chea Sim (CPP) übergab.
Auseinandersetzungen zwischen Son Sann und dem Vizepräsidenten der Partei, Ieng Mouly, führten 1997 zur Spaltung der Partei. Ieng Moulys Anhänger folgten eher der Politik der CPP, während Son Sanns Faktion eher zur FUNCINPEC neigte. Ieng Mouly gründete die Buddhist Liberal Party und erhielt gerichtlich das Recht, als einzige Partei im Namen die Bezeichnung „buddhistisch“ zu führen. Son Sann reagierte darauf mit der Gründung der Son Sann Party und übergab deren Führung seinem Sohn Son Soubert. Fünf der zehn Parlamentarier der nunmehr aufgelösten BLDP folgten der Buddhist Liberal Party, fünf der Son Sann Party. Die beiden Parteien gewannen bei den Parlamentswahlen von 1998 jedoch nur noch 0,9 bzw. 0,7 % der Stimmen und wurden danach aufgelöst.

## Familie
1997 zog Son Sann wieder nach Paris um, wo er mit seiner Familie bis zu seinem Tod durch Herzversagen im Alter von 89 Jahren lebte.
Son Sann war frommer Buddhist und verheiratet mit Nema Toula Macchwa, mit der er sieben Kinder hatte.